# Gnathia illepidus
Gnathia illepidus är en kräftdjursart som först beskrevs av Wagner 1869.  Gnathia illepidus ingår i släktet Gnathia och familjen Gnathiidae. Inga underarter finns listade i Catalogue of Life.